# Faut pas payer !
Faut pas payer ! (titre original italien : Non si paga, non si paga!, joué aussi en français sous le titre de On ne paie pas, on ne paie pas !) est une pièce de théâtre de Dario Fo parue en 1973, et remaniée en 2007.

## La pièce
Riche en rebondissements, cette comédie se situe dans l’Italie des années 1970, à Milan. Elle raconte l’histoire d’ouvrières exaspérées par la hausse du coût des marchandises qui décident l’auto-réduction des prix et finissent par dévaliser leur supermarché habituel. Leurs maris ne l’entendent pas de cette oreille et encore moins la police. Une de ces ménagères cachant ses larcins sous ses vêtements se fait passer pour une femme subitement enceinte, d'où des quiproquos de son entourage.
Écrite en 1973, Faut pas payer ! utilise le ton de la farce pour parler de la délocalisation des usines, du chômage, de la faim, de la perte de logement, bref, de la difficulté des petits à vivre face au pouvoir répressif. Le rôle des femmes dans le couple est aussi évoqué : tâches quotidiennes, maternités désirées ou non.
Lors de la première de la pièce, un groupe de spectateurs a tenté de rentrer sans payer, argumentant à partir du titre de la pièce. (anecdote relevée dans Le gai savoir de l'acteur de Dario Fo).
La comédie est réécrite par Dario Fo en 2007 : le titre italien devient Sotto paga ! Non si paga ! (Sous-payés ! On ne paie pas !) et certaines séquences sont réactualisées,.

## Éditions
- Faut pas payer  (trad. Valeria Tasca, et Tony Cecchinato), les Tréteaux de France, 1982, 183 p..
- Mort accidentelle d’un anarchiste. Faut pas payer  (trad. Valeria Tasca et Toni Cecchinato), Paris, Dramaturgie, 1997, 283 p. (ISBN 2-902165-26-9).
- (it) Dario Fo et Franca Rame (éditrice scientifique), Sotto paga! Non si paga! : commedia in due atti, Turin, Giulio Einaudi editore, 2008, 91 p. (ISBN 978-88-06-19331-7).
- On ne paie pas ! On ne paie pas !  (trad. Toni Cecchinato et Nicole Colchat), Paris, L'Arche, coll. « Scène ouverte », 2015, 115 p. (ISBN 978-2-85181-862-1).

## Représentations notables
La pièce est représentée pour la première fois à Milan le 3 octobre 1974 au Palazzina Liberty.
- 1979 : San Francisco, San Francisco Mime Troupe [5].
- 1980 : Tréteaux du Midi, mise en scène de Jacques Échantillon[6].
- 1980-1981 : Montréal, Théâtre du Rideau vert, mise en scène de Gaétan Labrèche[7].
- 2000 : Paris, Studio Hébertot, mise en scène de Philippe Lagrée[8].
- 2005-2066 : Nanterre, Théâtre Nanterre-Amandiers[9] et Toulouse, Théâtre national de Toulouse, mise en scène de Jacques Nichet ; prix Georges-Lerminier du Syndicat de la critique.